# Taps Kirke
Taps Kirke er sognekirke i Taps Sogn i landsbyen Taps i Kolding Kommune. Tidligere lå sognet i Nørre Tyrstrup Herred i Vejle Amt.

## Om kirken
Kirken består af skib og kor med apsis, tårn mod vest og våbenhus mod syd.
Skib og kor med apsis er fra romansk tid af granitkvadre på granitsokkel.
Korbuen er bevaret; syddøren med søjler og tympanon med den korsfæstede og
flere figurer, er flyttet frem til indgangen til våbenhuset; norddøren er tilmuret.
Tårnet fra den senere middelalder er af granitkvadre og røde munkesten; det har undergået senere
ombygninger og har nu et firsidet spir med et trappehus mod nord.
Våbenhuset af mursten er nyt; på muren er der en romansk ligsten med båndfletning m.m.
Apsis er ved en mur, der skjuler det meste af den dobbelte granitbue, adskilt fra koret og
indrettet til præsteværelse. Kirken har fladt loft, apsis er dog hvælvet. Alterskabet er sent gotisk
med mange figurer; i midtfeltet ses den korsfæstede, på siderne
helgener og i fløjene apostlene. Kirken har en romansk granitdøbefont med udhugninger på foden.
Prædikestolen er også ny. Over korbuen er der et krucifiks fra overgangstiden. I skibet en tavle
med et billede af Kristus i Getsemane fra det 18. århundrede. Der er et epitafium med fritstående
figurer over præsten Morten Horsiin (†1766) og hustru; deres gravsten er opstillet i tårnet,
ligesom en ligsten over herredsfoged Peder Anchersen i Åstorp, 1640.

## Galleri
- Kirkestald eller hus ved Taps Kirke

## Eksterne henvisnnger
- Wikimedia Commons har flere filer relateret til Taps Kirke
- Om kirken fra 3menigheden.dk (Taps)
- Trap, side 446 i 3. udgave 5. bind : Kongeriget Danmark: Aarhus, Vejle, Ringkjøbing, Ribe og Færø Amter